# Muse Software
A Micro Users Software Exchange, Inc. (nome comercial: Muse Software) foi uma desenvolvedora norte-americana de jogos eletrônicos que era sediada em Baltimore, Maryland. Foi fundada em agosto de 1978 por Ed Zaron e focava-se na criação de jogos para a primeira geração de computadores pessoais, inicialmente apenas Apple II e posteriormente para Commodore 64, Atari 8-bit e MS-DOS. A Muse é mais famosa por ter criado a série Wolfenstein, tendo desenvolvido seus dois primeiros jogos: Castle Wolfenstein e Beyond Castle Wolfenstein. A empresa fechou em outubro de 1987 depois de anos de problemas financeiros.

## Jogos
| Ano  | Título                             | Plataforma(s)                               |
| ---- | ---------------------------------- | ------------------------------------------- |
| 1978 | Maze Game                          | Apple II                                    |
| 1978 | Escape!                            | Apple II                                    |
| 1978 | Side Show                          | Apple II                                    |
| 1978 | Tank War                           | Apple II                                    |
| 1979 | Global War                         | Apple II                                    |
| 1979 | Three Mile Island                  | Apple II                                    |
| 1980 | ABM                                | Apple II                                    |
| 1980 | Three Mile Island: Special Edition | Apple II                                    |
| 1981 | International Gran Prix            | Apple II                                    |
| 1981 | RobotWar                           | Apple II                                    |
| 1981 | Castle Wolfenstein                 | Apple II, Atari 8-bit, Commodore 64, MS-DOS |
| 1982 | The Caverns of Freitag             | Apple II                                    |
| 1982 | The Cube Solution                  | Apple II                                    |
| 1982 | Firebug                            | Apple II                                    |
| 1982 | Frazzle                            | Apple II                                    |
| 1983 | Advanced Blackjack                 | Apple II                                    |
| 1983 | Titan Empire                       | Apple II                                    |
| 1983 | Rescue Squad                       | Commodore 64                                |
| 1984 | Beyond Castle Wolfenstein          | Apple II, Atari 8-bit, Commodore 64, MS-DOS |
| 1984 | Intellectual Decathlon             | Apple II                                    |
| 1984 | Space Taxi                         | Commodore 64                                |
| 1985 | Leaps and Bounds!                  | Atari 8-bit, Commodore 64                   |